# Louisa May Alcott
Louisa May Alcott (Germantown, 29 de novembro de 1832 – Boston, 6 de março de 1888) foi uma escritora, contista e poeta norte-americana, que se dedicou principalmente à literatura juvenil.
Ficou internacionalmente conhecida por seu romance Mulherzinhas, de 1868 e suas sequências, Little Men (1871) e Jo's Boys (1886). Criada na Nova Inglaterra por seus pais transcendentalistas, Louise cresceu em meio aos intelectuais de sua época, como Ralph Waldo Emerson, Nathaniel Hawthorne, Henry David Thoreau e Henry Wadsworth Longfellow.
Sua família passou por dificuldades financeiras e ela precisou trabalhar para ajudar nas contas da casa desde pequena. Em paralelo, começou a escrever e vender seus trabalhos para complementar a renda. Começou a receber críticas positivas a partir de 1860. No começo da carreira, assinou seus trabalhos como A. M. Barnard, sob o qual escreveu contos bizarros e romances sensacionalistas para adultos que se concentravam na paixão e vingança.
Publicado em 1868, Mulherzinhas se passa na casa da família, em Concord, Massachusetts, vagamente baseado na vivência de Louisa com suas outras três irmãs, Abigail May, Elizabeth e Anna. O livro foi muito bem recebido na época e é ainda popular, tendo sido adaptado para o cinema, para a televisão e para o teatro várias vezes.
Louisa era abolicionista, tendo permanecido solteira até o fim da vida. Durante toda a vida ela foi ativa em movimentos de reforma como o sufrágio feminino. Louisa não pode ser considerada feminista, pois o movimento feminista, so veio surgir na metade dos anos 1960.

## Biografia
Louisa nasceu em 29 de novembro de 1832, em Germantown, que hoje é parte da Pensilvânia, no dia do aniversário do seu pai. Era filha de um casal de transcendentalistas, o educador Amos Bronson Alcott e a assistente social Abby May, sendo a segunda entre as quatro filhas do casal: Anna era a mais velha, Elizabeth e Abigail May as mais novas. Quando criança, Louisa gostava muito de brincar com os brinquedos típicos dos meninos, bem como suas brincadeiras.
A família se mudou para Boston em 1834, onde seu pai começou a trabalhar em uma escola experimental. Logo a família foi recebida no meio transcendentalista da região, onde conheceram Ralph Waldo Emerson e Henry David Thoreau. As opiniões de seu pai a respeito da educação de crianças e as visões rígidas sobre a criação dos filhos, bem como seus momentos de instabilidade mental moldaram a mente da jovem Louisa com um desejo de atingir a perfeição, um objetivo dos transcendentalistas.

Louisa May Alcott.

Suas atitudes em relação ao comportamento selvagem e independente de Louisa e sua incapacidade de sustentar sua família criaram um conflito entre Bronson e sua esposa e filhas. Abigail se ressentia da incapacidade do marido de reconhecer seus sacrifícios e relacionou sua falta de consideração com a questão mais ampla da desigualdade de sexos. Ela passou esse reconhecimento e desejo de reparar os erros cometidos às mulheres para Louisa.
Em 1840, após vários problemas na escola, a família se mudou para uma residência no campo, em um terreno de mais de 8 mil metros quadrados, próximo ao rio Sudbury, em Concord, Massachusetts. Três anos depois a família se mudaria novamente, para Fruitlands, uma comunidade utópica agrária concebida pelo pai de Louisa baseada numa quinta em Harvard, Massachusetts. A vida na comunidade baseava-se nos princípios do transcendentalismo: os seus habitantes viviam da agricultura, não consumiam substâncias vindas de animais, bebiam apenas água, tomavam banho de água fria e não utilizavam iluminação artificial. A experiência foi um fracasso e durou apenas sete meses.
A família então se mudou para cômodos alugados e o dinheiro que Abigail recebeu de uma herança e de um empréstimo feito por Ralph Waldo Emerson, foi o suficiente para que eles comprassem um casa em Concord. A família se mudou para a nova propriedade em 1 de abril de 1845 e chamou a casa de "Hillside". Eles se mudariam novamente em 1852 quando a casa foi vendida para Nathaniel Hawthorne, que a renomeou para "The Wayside". A família se mudou 22 vezes ao longo de 30 anos. A família retornaria para Concord mais uma vez em 1857 para a casa "Orchard", uma casa de fazenda de dois andares, na primavera de 1858.
Louisa iniciou a sua educação em casa com lições dadas principalmente por seu pai, mas também teve lições com o naturalista Henry David Thoreau e com os escritores Ralph Waldo Emerson e Nathaniel Hawthorne, além da jornalista Margaret Fuller, todos amigos da família. Mais tarde, Louisa escreveu sobre a sua educação num artigo de jornal intitulado "Transcendental Wild Oats". O artigo foi incluído no livro Silver Pitchers (1876), que descreve a experiência da família de uma "vida simples e altamente intelectual" na comunidade Fruitlands.
A pobreza em que vivia a família obrigou Louisa a começar a trabalhar bastante jovem como professora, costureira, governanta, empregada doméstica e escritora. Suas irmãs também se empregaram como costureiras e contribuíam para o orçamento familiar, enquanto a sua mãe trabalhava como assistente social, sendo a sua principal função o auxílio aos imigrantes irlandeses. Apenas a irmã mais nova, May, pôde frequentar a escola pública. Devido a todas estas pressões, a escrita tornou-se numa atividade de fuga criativa e emocional para Louisa. Ela publicou o seu primeiro livro, Flower Fables, um conjunto de contos que escreveu para Ellen Emerson (filha de Ralph Waldo Emerson), em 1849.
Em 1847, Louisa e a sua família acolheram um escravizado em fuga na casa da família durante uma semana. Louisa leu e era uma admiradora da "Declaração de Sentimentos", um documento relativo aos direitos das mulheres que defendia o sufrágio feminino e tornou-se na primeira mulher a registar-se para votar em Concord.
A década de 1850 foi difícil para a família Alcott. Em 1857, por não conseguir encontrar trabalho e em desespero, Louisa contemplou o suicídio. Nesse ano, ela leu a biografia de Charlotte Brontë de Elizabeth Gaskell e encontrou vários paralelos entre a sua vida e a da famosa escritora britânica. Em 1858, Elizabeth, a sua irmã mais nova, faleceu e a sua irmã mais velha, Anna, casou-se. Louisa considerava que estes acontecimentos tinham desfeito os laços de irmandade que mantinha com as irmãs.

## Sucesso literário
Na idade adulta, Louisa foi abolicionista. Em 1860, começou a escrever para o periódico Atlantic Monthly. Durante a Guerra Civil Americana, ela trabalhou como enfermeira no Union Hospital em Washington D.C. durante seis semanas entre 1862 e 1863. A sua intenção era chegar aos três meses de serviço, mas contraiu febre tifoide, doença que lhe foi quase fatal. As cartas que escreveu para casa neste período foram revistas e publicadas no Commonwealth, um jornal antiescravista de Boston, e, mais tarde, reunidas no livro Hospital Sketches (1863). Este trabalho foi o seu primeiro sucesso entre a crítica, que elogiou as suas observações e humor. Ela escreveu sobre a má gestão dos hospitais e a indiferença e insensibilidade de alguns cirurgiões que encontrou.

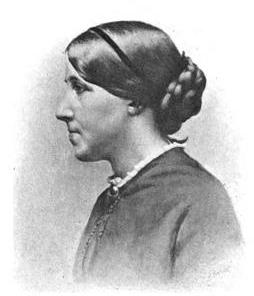
Louisa May Alcott em 1862.

Em meados da década de 1860, Louisa escreveu romances fogosos e histórias sensacionalistas sob o pseudónimo A. M. Barnard, entre eles A Long Fatal Love Chase e Pauline's Passion and Punishment. As protagonistas destas histórias mostram-se determinadas e implacáveis na perseguição dos seus objetivos que muitas vezes incluem a vingança contra quem as humilhou ou contrariou. Ela também escreveu histórias infantis que foram bem recebidas e que a fizeram escrever menos para adultos. Algumas exceções à regra incluem a noveleta A Modern Mephistopheles (1875) e o conto autobiográfico Work (1873).
Louisa tornou-se ainda mais famosa com a primeira parte do romance Little Women: or Meg, Jo, Beth and Amy (1868), um romance semi-autobiográfico sobre quatro irmãs que crescem durante a Guerra Civil Americana. O romance foi um sucesso imediato e Louisa não demorou muito a terminar a segunda parte intitulada Good Wives (1869), que segue as irmãs enquanto entram na idade adulta e se casam. Nos anos seguintes, a autora escreveu duas continuações de Little Women: Little Men (1871), que segue a vida de Jo na escola que ela fundou com o marido (Plumfield School); e Jo's Boys (1886) sobre os rapazes que são apresentados em Little Men.
Em Little Women, Louisa baseou a sua heroína "Jo" em si própria. No entanto, ao contrário da sua personagem, Louisa permaneceu solteira a vida inteira. Pórem, teve um romance com um jovem polaco chamado Ladislas "Laddie" Wisniewski que descreveu com detalhe nos seus diários, porém, apagou o que escreveu sobre ele pouco antes da sua morte. Louisa disse que Laddie tinha sido a inspiração para a personagem de Laurie em Little Women e existem provas sólidas de que esta foi a única relação amorosa significativa que teve na sua vida. De resto, todas as personagens principais de Little Women parecem ser um reflexo, até certo ponto, das irmãs de Louisa. A personagem Beth morre, à semelhança do que aconteceu com Lizzie e a rivalidade entre Jo e Amy foi inspirada pela rivalidade entre Louisa e Abigail.
Apesar de nunca ter casado, Louisa cuidou da filha da sua irmã mais nova (que também se chamava Louisa) após a sua morte em 1879.
Little Women foi bem recebido pela crítica e pelo público e é recomendado a vários grupos etários. Uma crítica da Eclectic Magazine disse que este era "o melhor livro para chegar aos corações jovens de qualquer idade, dos seis aos sessenta anos". Louisa fez parte de um grupo de autoras da "Gilded Age" que abordou as questões femininas de uma forma moderna e aberta. Porém Louisa não gostava do livro que a elevou ao estrelato. Dizia não gostar de história com meninas. Quando entregou os 12 primeiros capítulos ao seu editor, ele disse que o livro era chato e Louisa concordou. Mas quando adolescentes leram os trechos, o acharam esplêndido.
O sucesso foi meteórico e rendeu muito dinheiro para Louisa, mas ela não se importava com o livro que lhe alçou ao estrelato. Quando batiam em sua porta procurando pela autora de Mulherzinhas, ela fingia ser a empregada da casa e dispensava as fãs. Alguns pedidos das fãs também a incomodavam, como querer que Jo, personagem do romance, se casasse com o vizinho Laurie.
| “ | Meninas escrevem para perguntar com quem as mulherzinhas se casam, como se fosse o único fim da vida de uma mulher. | ” |

## Últimos anos

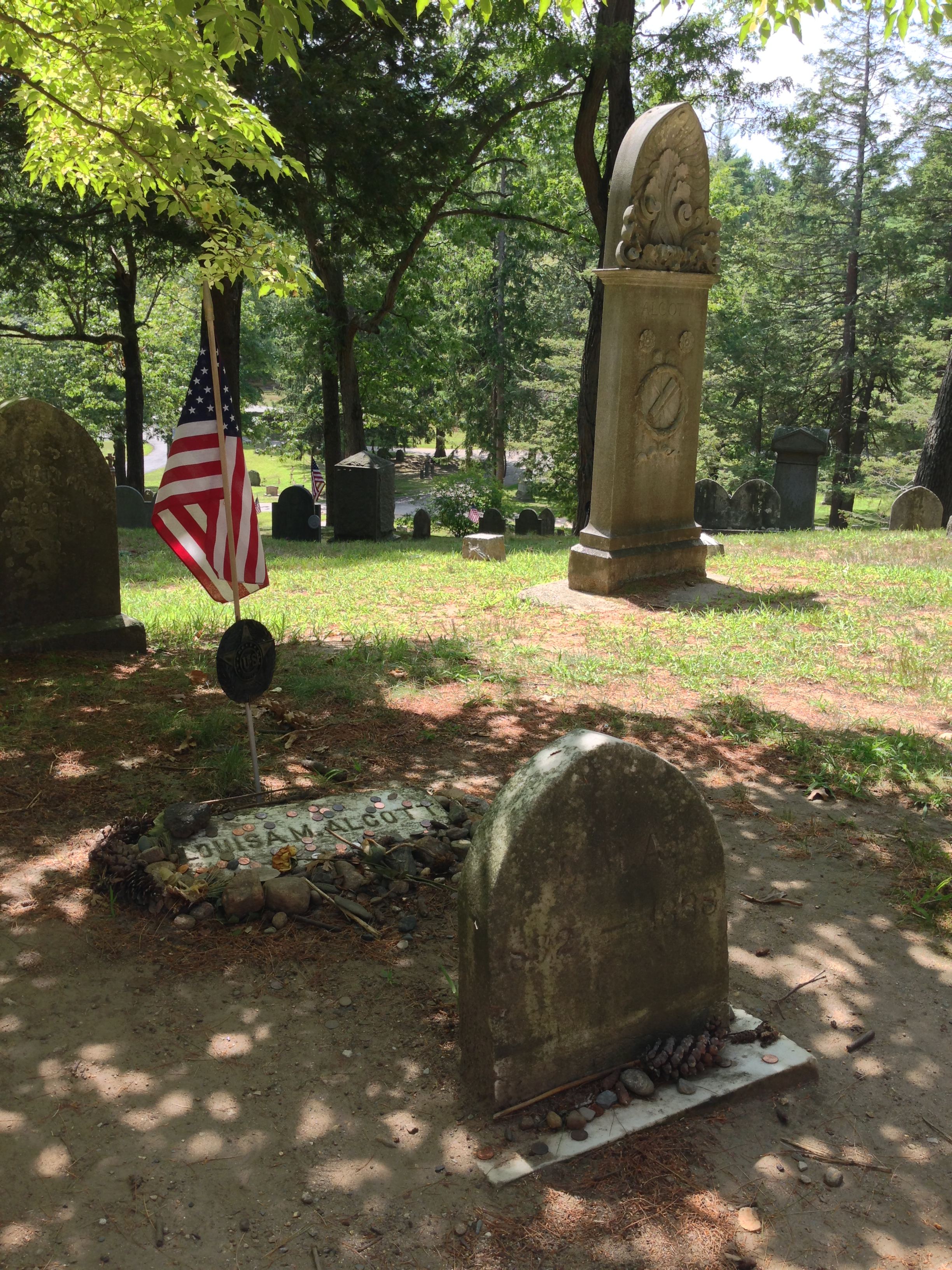
Túmulo de Louisa May Alcott.

Em 1877, Louisa foi uma das fundadoras do Women's Educational and Industrial Union, em Boston. Louisa passou a sofrer com vários problemas crônicos de saúde em seus últimos anos, incluindo vertigens.
Tanto Louisa quanto alguns de seus primeiros biógrafos atribuíram o declínio de sua saúde ao envenenamento por mercúrio. Durante a Guerra de Secessão, quando Louisa trabalhou como enfermeira, ela contraiu febre tifoide e foi tratada com compostos que continham mercúrio. Uma análise recente da doença de Louisa sugere que alguma outra doença crônica estava relacionada a seus problemas de saúde, como uma doença autoimune e não envenenamento por mercúrio. Entretanto, o mercúrio também é conhecido por disparar doenças autoimunes.
Um retrato de Louisa, de 1870, mostra que suas bochechas estão bem vermelhas, talvez uma "erupção cutânea em borboleta" nas bochechas e no nariz, que costuma ser característica do lúpus, mas não há evidências conclusivas disponíveis para um diagnóstico preciso.

### Morte
Louisa morreu em 6 de março de 1888, aos 55 anos, em Boston, após um AVC, dois dias depois da morte de seu pai. Suas últimas palavras foram "Não é meningite?". Ela foi sepultada no Cemitério de Sleepy Hollow, em Concord, também em Massachusetts, próxima a Emerson, Hawthorne e Thoreau, em uma colina conhecida como "O Cume dos Autores". Sua sobrinha tinha apenas 8 anos quando Louisa morreu e ficou sob os cuidados de sua tia Anna, que a devolveu aos cuidados do pai, na Europa, morrendo em 1976.

## Principais obras
- 1855 - Flower Fables
- 1863 - Hospital Sketches
- 1864 - The Rose Family
- 1865 - Moods
- 1867 - Morning-Glories and Other Stories
- 1867 - The Mysterious Key and What It Opened
- 1868 - Little Women (br: Mulherzinhas; pt: As Mulherzinhas)
- 1869 - Good Wives (br: Mulherzinhas crescem; pt: Boas Esposas)
- 1870 - An Old Fashioned Girl (pt: Uma Rapariga à Moda Antiga)
- 1871 - Little Men (Life at Plumfield with Jo's Boys) (br: Um colégio diferente; pt: Homenzinhos)
- 1872-1882 - Aunt Jo's Scrap-Bag
- 1873 - Work: A Story of Experience
- 1875 - Beginning Again
- 1875 - Eight Cousins (Oito primos)
- 1876 - Rose in Bloom (br: Rosa em flor)
- 1877 - A Modern Mephistopheles
- 1877 - Under the Lilacs
- 1880 - Jack and Jill
- 1886 - Jo's Boys (br: "A rapaziada de Jo"; pt: "Os rapazes de Jo") (and How They Turned Out)
- 1886-1889 - Lulu's Library
- 1888 - A Garland for Girls
- 1893 - Comic Tragedies Written by Jo and Meg

## Influência literária na literatura infanto-juvenil portuguesa
As obras de Louisa May Alcott foram alvo de uma das mais bem sucedidas adaptações para português por Maria Paula de Azevedo, nome literário de D. Joana Távora Folque de Souto, que publicou e que tiveram muito sucesso em Portugal:[carece de fontes?]
- Quatro raparigas
- Alguns anos depois
- O colégio da Ameixoeira
- Os rapazes de Maria João

A adaptação transportou a Guerra da Secessão para a Primeira Guerra Mundial, a criada negra para uma criada típica, a patinagem no gelo para a patinagem em patins de rodas, e a tia para a tia viscondessa, mudando também as localizações e as festas.[carece de fontes?]
As protagonistas foram chamadas: Margarida (Guida), Maria João (João), Isabel (Bel) e Amélia. O protagonista masculino foi batizado Vasco José Vasques.[carece de fontes?]
Esta e várias outras adaptações ou traduções foram estudadas por Celeste Simões na sua tese de doutoramento.
Traduções de obras de  Louisa May Alcott no Brasil
A obra Mulherzinhas (Little Women) teve três continuações escritas por Louisa May Alcott. Os títulos em inglês são Good Wives, Little Men e Jo's Boys. Antes fora de catálogo, já existe a tradução (de Maria Tereza Ornellas) dessas sequências no Brasil, publicadas  no ano de 2020 pela Amazon.com, cujos nomes são Boas Esposas, Homenzinhos e Os Rapazes de Jo, respectivamente, bem como a tradução inédita do próprio Little Women (Mulherzinhas).[carece de fontes?]
Os contos O Natal de Tilly, Um sonho de Natal, As surpresas de Tessa, A história de Rosa, O segredo de Sofia, Um peru de Natal, e A escolha de Kate foram traduzidos e publicados pela Editora Gadel em um volume chamado Contos de Natal.